# Louis Josserand
Pour les articles homonymes, voir Josserand.
Étienne Louis Josserand est un professeur français de droit, coauteur du projet de code des obligations et des contrats libanais. Il est né à Lyon le 31 janvier 1868 et mort le 4 novembre 1941 à La Sauvetat (Puy-de-Dôme). Il fut le doyen de la faculté de droit de Lyon.

## Carrière
Il fut doyen honoraire  de la faculté de droit de Lyon de 1913 à 1935, conseiller à la Cour de cassation en 1938. Il fut aussi le président de la Société de législation comparée en 1938.
Il est élu le 3 juin 1930 comme membre titulaire de l'académie des Sciences, Belles-Lettres et Arts de Lyon.

## Doctrine
Josserand a proposé une conception plus extensive de l'abus de droit, c'est-à-dire qu'il y aurait abus de droit chaque fois qu'un droit n'est pas utilisé dans le but qui lui est socialement assigné. À cette fin, Josserand distingue plusieurs catégories de droits. Ainsi il n’y a abus de droit que si ce droit a été exercé dans l'intention exclusive de nuire.
Josserand  est surtout à l'initiative de la théorie du risque avec Raymond Saleilles, un des fondements de la responsabilité délictuelle. Ils eurent l'idée d'ériger en principe général la responsabilité du fait des choses de l'article 1384 ancien, alinéa 1er (aujourd'hui article 1242) du Code civil français.
Il a par ailleurs critiqué l'évolution du droit privé français après la première guerre mondiale qui selon lui en s'écartant du droit commun créait un « droit de classe » devant conduire à « la guerre civile ». Josserand établit un lien entre cette reconstitution d'un droit de classe qui serait une traduction juridique de la « lutte des classes », et « l'élaboration du droit syndical en 1884 ».
Il a vivement critiqué la notion de quasi-contrat, parlé le premier de « forçage du contrat ».

## Œuvres
- Louis Josserand (préf. David Deroussin), De l'esprit des droits et de leur relativité : Théorie dite de l'abus des droits, Paris, Dalloz, coll. « Bibliothèque Dalloz », 2006, 490 p. (ISBN 978-2-247-06812-8)
- Louis Josserand (préf. David Deroussin), Les mobiles dans les actes juridiques du droit privé, Paris, Dalloz, coll. « Bibliothèque Dalloz », 2006, 450 p. (ISBN 978-2-247-07109-8, lire en ligne)